# مردگان (داستان کوتاه)
«مردگان» (انگلیسی: The Dead) آخرین و طولانی‌ترین داستان کتاب دوبلینی‌ها، اثر جیمز جویس است و از شاهکارهای داستان‌نویسی به شمار می‌رود.